# Livro da Abelha
O Livro da Abelha é uma compilação de teologia histórica que contém numerosas lendas bíblicas. Foi escrito por Salomão de Akhlat, um bispo nestoriano sírio de Baçorá por volta do ano 1222. Ele está escrito em língua siríaca.

## Livro
O Livro da Abelha é uma coleção de textos teológicos e históricos compilados por Salomão de Aquelate no século XIII. O livro é composto por 55 capítulos que discutem vários tópicos, incluindo a criação, o céu e a terra, os anjos, a escuridão, o paraíso, os patriarcas do Velho Testamento, os eventos do Novo Testamento, as listas de reis e patriarcas e o último dia da ressurreição. O livro foi originalmente escrito em sírio e foi traduzido para inglês e árabe.[carece de fontes?]

## Autor
Salomão de Aquelate era um bispo da Igreja do Oriente que viveu durante o século XIII. Ele foi bispo de Baçorá (agora no Iraque) e esteve presente na consagração de Católicos Sabr-Isho em 1222.[carece de fontes?]